# 전주온빛초등학교
전주온빛초등학교는 대한민국 전북특별자치도 전주시 덕진구 혁신동에 있는 공립 초등학교이다.

## 연혁
- 2015년 3월 2일 개교
- 2015년 3월 2일 초대 김태수 교장 취임
- 2015년 3월 10일 병설유치원 개원(3학급)
- 2016년 2월 12일 제1회 졸업(91명)
- 2016년 3월 2일 37학급 편성(유치원 3학급 포함)

## 근접한 학교
- 전주온빛중학교
- 양현고등학교